# Кирхвайлер
Кирхвайлер (нем. Kirchweiler) — община в Германии, в земле Рейнланд-Пфальц. 
Входит в состав района Вульканайфель. Подчиняется управлению Даун.  Население составляет 365 человек (на 31 декабря 2010 года). Занимает площадь 6,31 км².